# Malpighia
Malpighia är ett släkte av tvåhjärtbladiga växter. Malpighia ingår i familjen Malpighiaceae.
Det spanska namnet acerola som syftar på växternas frukt används på svenska oftast för arten Malpighia glabra.
Släktets vetenskapliga namn hedrar den italienska läkaren Marcello Malpighi. Arterna är städsegröna buskar eller träd. De utvecklar vita eller blek röda blommor som sitter i klungor. 

## Bildgalleri

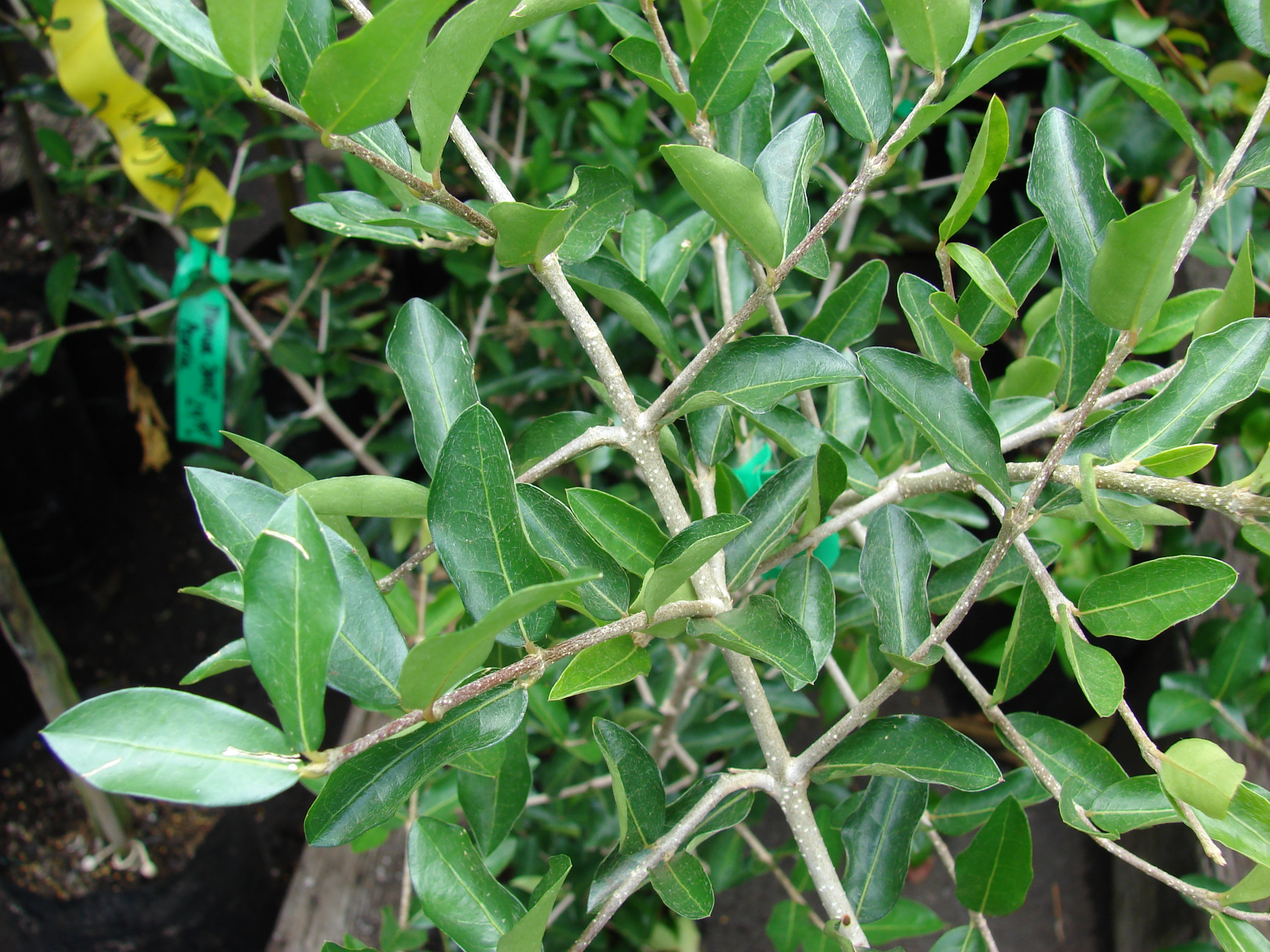
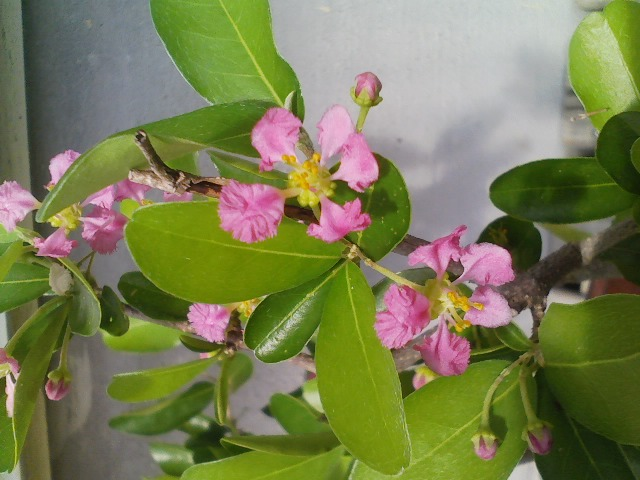
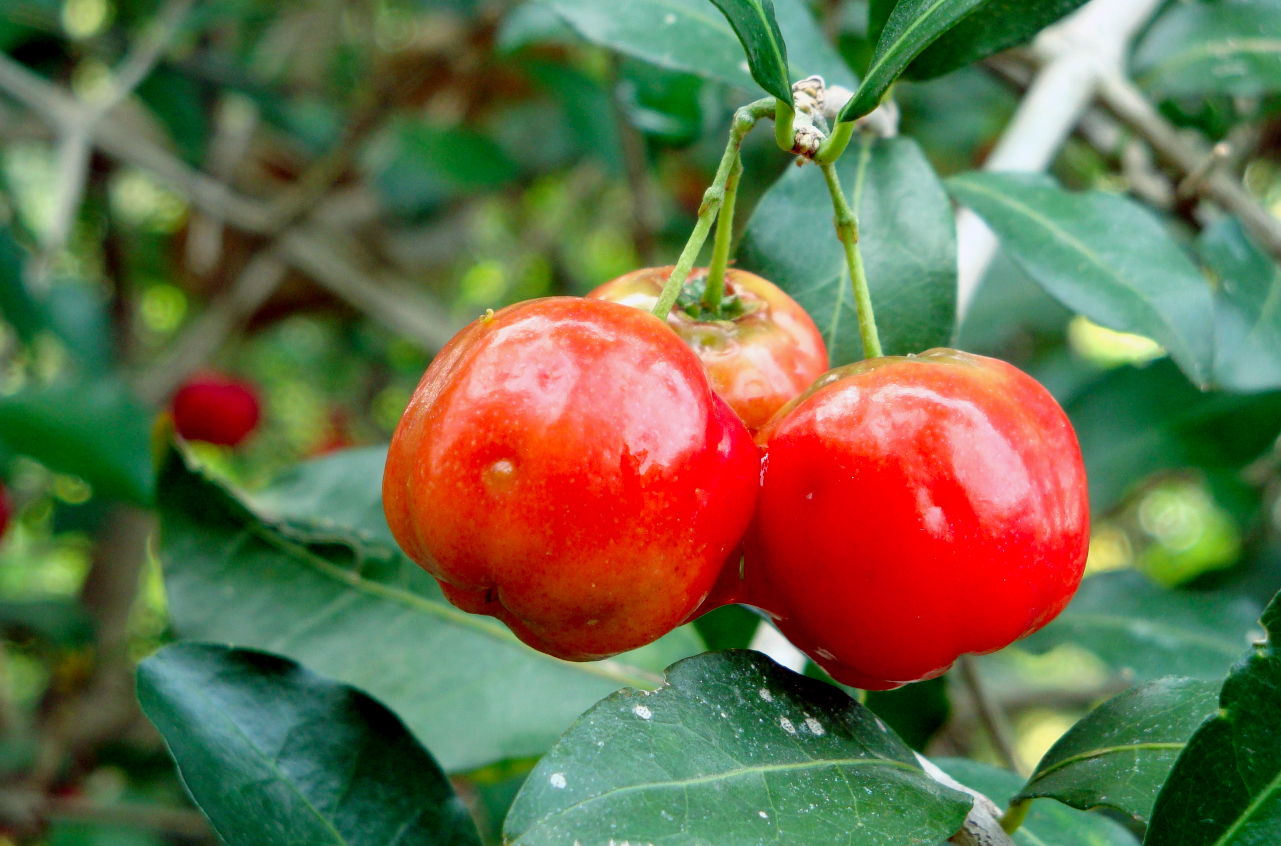
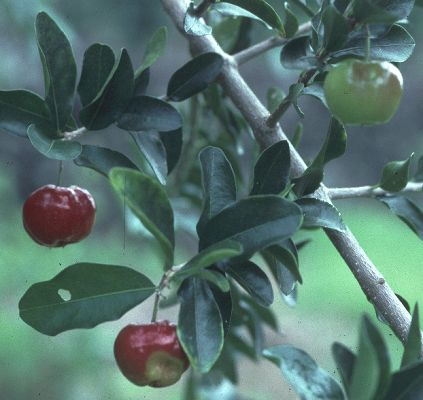

## Dottertaxa tillMalpighia, i alfabetisk ordning[1]
- Malpighia acunana
- Malpighia acutifolia
- Malpighia adamsii
- Malpighia albiflora
- Malpighia apiculata
- Malpighia aquifolia
- Malpighia arborescens
- Malpighia articulata
- Malpighia atlantica
- Malpighia aurea
- Malpighia avilensis
- Malpighia azucarensis
- Malpighia bahamensis
- Malpighia baracoensis
- Malpighia bissei
- Malpighia cajalbanensis
- Malpighia capitis-crucis
- Malpighia caribaea
- Malpighia cauliflora
- Malpighia cnide
- Malpighia coccigera
- Malpighia cornistipulata
- Malpighia cristalensis
- Malpighia cubensis
- Malpighia cuneiformis
- Malpighia davilae
- Malpighia dentata
- Malpighia diversifolia
- Malpighia dura
- Malpighia ekmanii
- Malpighia emarginata
- Malpighia emiliae
- Malpighia epedunculata
- Malpighia erinacea
- Malpighia flavescens
- Malpighia fucata
- Malpighia fuertesii
- Malpighia galeottiana
- Malpighia glabra
- Malpighia gonavensis
- Malpighia granitica
- Malpighia guantanamensis
- Malpighia habanensis
- Malpighia haitiensis
- Malpighia harrisii
- Malpighia higueyensis
- Malpighia hintonii
- Malpighia hispaniolica
- Malpighia hondurensis
- Malpighia horrida
- Malpighia humilis
- Malpighia imiensis
- Malpighia incana
- Malpighia infestissima
- Malpighia jaguensis
- Malpighia lancifolia
- Malpighia latifolia
- Malpighia leticiana
- Malpighia linearifolia
- Malpighia linearis
- Malpighia longifolia
- Malpighia lundellii
- Malpighia macracantha
- Malpighia macrocarpa
- Malpighia manacensis
- Malpighia martiana
- Malpighia martinicensis
- Malpighia maxima
- Malpighia megacantha
- Malpighia melbensis
- Malpighia mexicana
- Malpighia micropetala
- Malpighia mirabilis
- Malpighia moncionensis
- Malpighia montecristensis
- Malpighia mucronata
- Malpighia multiflora
- Malpighia mutabilis
- Malpighia nayaritensis
- Malpighia neglecta
- Malpighia novogaliciana
- Malpighia nummulariifolia
- Malpighia obtusifolia
- Malpighia ophiticola
- Malpighia ovalis
- Malpighia ovata
- Malpighia ovatifolia
- Malpighia oviedensis
- Malpighia oxycocca
- Malpighia palenquensis
- Malpighia pallidior
- Malpighia pasorealensis
- Malpighia phillyreifolia
- Malpighia polytricha
- Malpighia proctorii
- Malpighia pusillifolia
- Malpighia racemiflora
- Malpighia racemosa
- Malpighia raunkiaeri
- Malpighia revoluta
- Malpighia reyensis
- Malpighia roigiana
- Malpighia romeroana
- Malpighia rzedowskii
- Malpighia salicifolia
- Malpighia samanensis
- Malpighia serpentinicola
- Malpighia sessilifolia
- Malpighia setosa
- Malpighia souzae
- Malpighia spathulifolia
- Malpighia squarrosa
- Malpighia stevensii
- Malpighia suberosa
- Malpighia subpilosa
- Malpighia substrigosa
- Malpighia tomentosa
- Malpighia tortolensis
- Malpighia torulosa
- Malpighia tunensis
- Malpighia umbellata
- Malpighia urens
- Malpighia watsonii
- Malpighia velutina
- Malpighia wendtii
- Malpighia verruculosa
- Malpighia vertientensis
- Malpighia wilburiorum
- Malpighia woodburyana
- Malpighia wrightiana
- Malpighia yucatanaea